# Liste der Baudenkmäler in Havixbeck
Die Liste der Baudenkmäler in Havixbeck enthält die denkmalgeschützten Bauwerke auf dem Gebiet der Gemeinde Havixbeck im Kreis Coesfeld in Nordrhein-Westfalen (Stand: Januar 2021). Diese Baudenkmäler sind in der Denkmalliste der Gemeinde Havixbeck eingetragen; Grundlage für die Aufnahme ist das Denkmalschutzgesetz Nordrhein-Westfalen (DSchG NRW).

| Bild                                                             | Bezeichnung                                                      | Lage                                 | Beschreibung | Bauzeit                                          | Eingetragen seit | Denkmal- nummer |
| ---------------------------------------------------------------- | ---------------------------------------------------------------- | ------------------------------------ | --- | ------------------------------------------------ | ---------------- | --------------- |
| weitere Bilder                                                   | Katholische Pfarrkirche St. Dionysius                            | Kirchplatz 2 Karte                   | |                                                  |                  | 1               |
| Bildstock St. Josef u. St. Florian                               | Bildstock St. Josef u. St. Florian                               | Josef-Heydt-Straße 2,20 Karte        | Bildstockensemble 2a und 2b am Eingang Haus Havixbeck |                                                  |                  | 2a              |
| Bildstock St. Antonius und St. Donatus                           | Bildstock St. Antonius und St. Donatus                           | Josef-Heydt-Straße 2,20 Karte        | Bildstockensemble 2a und 2b am Eingang Haus Havixbeck |                                                  |                  | 2b              |
| BW                                                               | Hof, Mitte 19. Jahrhundert                                       | Schonebeck 13 Karte                  | |                                                  |                  | 3               |
| BW                                                               | Bildstock um 1865                                                | Walingen 7 Karte                     | |                                                  |                  | 4               |
| BW                                                               | Fachwerkhaus, 1. Hälfte 19. Jahrhundert                          | Herkentrup 33 Karte                  | |                                                  |                  | 5               |
| BW                                                               | Kleiner Vierständerbau um 19. Jahrhundert                        | Masbeck 19 Karte                     | |                                                  |                  | 6               |
| Bildstock Enthauptung des Johannes                               | Bildstock Enthauptung des Johannes                               | Poppenbeck 1 Karte                   | |                                                  |                  | 7               |
| BW                                                               | Josefsfigur                                                      | Herkentrup 8 Karte                   | |                                                  |                  | 8               |
| Anlage Averdiek                                                  | Anlage Averdiek                                                  | Schulstraße 3 Karte                  | |                                                  |                  | 9               |
| Bildstock hl. Antonius                                           | Bildstock hl. Antonius                                           | Natrup 6 Karte                       | |                                                  |                  | 10              |
| Bildstock hl. Gertrud                                            | Bildstock hl. Gertrud                                            | Gennericher Weg 3 Karte              | |                                                  |                  | 11              |
| BW                                                               | Wegekreuz                                                        | Karte                                | |                                                  |                  | 12              |
| Bildstock hl. Stephanus                                          | Bildstock hl. Stephanus                                          | Natrup 8 Karte                       | |                                                  |                  | 13              |
|                                                                  | Bildstock mit Kreuzigungsrelief, Antonius und Katharinenfigur    | Poppenbeck 31                        | |                                                  |                  | 14              |
| BW                                                               | Marienstation                                                    | Walingen 16,16a Karte                | |                                                  |                  | 15              |
|                                                                  | Bildstock Hl. Familie mit Jesusknaben                            | Poppenbeck 16,16a                    | |                                                  |                  | 16              |
| "Wegekapelle von 1753/1930"                                      | "Wegekapelle von 1753/1930"                                      | Auf dem Blick Karte                  | Sandstein-Hochkreuz auf Nempomukbildstock. Ungewöhnliche Kombination von Bildstock und Kruzifix. Im Volksmund "Jans Booms Steens" genannt.                                                          |                                                  |                  | 17              |
| Kapelle auf dem Kirchplatz                                       | Kapelle auf dem Kirchplatz                                       | Kirchplatz Karte                     | Im Volksmund auch "Pestkapelle" genannt. |                                                  |                  | 18              |
| Hof Rabert                                                       | Hof Rabert                                                       | Gennerich 9 Karte                    | |                                                  |                  | 19              |
| weitere Bilder                                                   | Poppenbecker Kreuz                                               | Poppenbeck Poppenbecker Mersch Karte | Reich verziertes, etwa 4,3 m hohes gotisches Kreuz aus Baumberger Sandstein. Die Sockelinschrift lautet: „Im Jahre 1487 auf / Antoni Dach ist alhier / Gehens Dodes Verstorben / Swer von Beveren“. |                                                  |                  | 20              |
| Bildstock von 1756                                               | Bildstock von 1756                                               | Schulstraße 26 Karte                 | |                                                  |                  | 21              |
| BW                                                               | Bildstock Herz Jesu                                              | Karte                                | |                                                  |                  | 22              |
| weitere Bilder                                                   | Wasserburg Haus Hülshoff                                         | Schonebeck 6 Karte                   | Wasserburg aus dem 11. Jahrhundert |                                                  |                  | 23              |
| weitere Bilder                                                   | Wasserburg Haus Stapel                                           | Gennerich 18 Karte                   | |                                                  |                  | 24              |
|                                                                  | Bleichhäuschen (als Ergänzung der Anlage Haus Stapel)            |                                      | |                                                  |                  | Ergänzung zu 24 |
| Bildstock                                                        | Bildstock                                                        | Lasbeck 20 Karte                     | |                                                  |                  | 25              |
|                                                                  | Bildstock                                                        | Walingen 20                          | |                                                  |                  | 26              |
| BW                                                               | Fachwerkgebäude                                                  | Herkentrup 21 Karte                  | |                                                  |                  | 27              |
| BW                                                               | ehemalige Stellmacherei                                          | Herkentrup 21 Karte                  | |                                                  |                  | 27a             |
| Windmühlenstumpf                                                 | Windmühlenstumpf                                                 | Gennerich 31 Karte                   | |                                                  |                  | 28              |
| Kath. Pfarrkirche St. Georg Hohenholte                           | Kath. Pfarrkirche St. Georg Hohenholte                           | Auf dem Stift 9 Karte                | |                                                  |                  | 29              |
|                                                                  | Bildstock mit Kreuzigungsrelief                                  | Masbeck 57                           | |                                                  |                  | 30              |
| BW                                                               | Bildstock mit Mariendarstellung                                  | Herkentrup 18 Karte                  | |                                                  |                  | 31              |
| Speicher                                                         | Speicher                                                         | Tilbeck 14 Karte                     | |                                                  |                  | 32              |
| BW                                                               | Speicher                                                         | Walingen 8 Karte                     | |                                                  |                  | 33              |
|                                                                  | Josefsfigur                                                      | Walingen 5                           | |                                                  |                  | 34              |
| weitere Bilder                                                   | gotisches Torhaus                                                | Hauptstraße 51 Karte                 | | 15. Jh.                                          |                  | 35              |
|                                                                  | Bildstock                                                        | Altenberger Straße 16                | |                                                  |                  | 36              |
| BW                                                               | Aa-Brücke                                                        | Münster Aa Karte                     | |                                                  |                  | 37              |
|                                                                  | Heiligenfigur Hl. Bartholomäus                                   | Poppenbeck 12                        | |                                                  |                  | 38              |
|                                                                  | Bildstock                                                        | Herkentrup 4                         | |                                                  |                  | 39              |
|                                                                  | Heiligenfiguren Johann Baptist und Johannes Nepomuk              | Herkentrup 4                         | |                                                  |                  | 40              |
| Bildstock                                                        | Bildstock                                                        | Im Flothfeld 11 Karte                | |                                                  |                  | 41              |
|                                                                  | Bildstock                                                        | Poppenbeck 8                         | |                                                  |                  | 42              |
|                                                                  | Bildstock                                                        | Walingen 10                          | |                                                  |                  | 43              |
| Wassermühle                                                      | Wassermühle                                                      | Lasbeck 33 Karte                     | |                                                  |                  | 44              |
| Bildstock                                                        | Bildstock                                                        | Poppenbeck 1 Karte                   | |                                                  |                  | 45              |
| Haupthaus der Hofanlage Lasbeck 24                               | Haupthaus der Hofanlage Lasbeck 24                               | Lasbeck 6,24 Karte                   | |                                                  |                  | 46              |
| weitere Bilder                                                   | Sühnekreuz                                                       | Tilbeck Karte                        | |                                                  |                  | 47              |
| Haus Sudhues                                                     | Haus Sudhues                                                     | Hauptstraße 38 Karte                 | |                                                  |                  | 48              |
| Wegekapelle (Totengedächtniskapelle)                             | Wegekapelle (Totengedächtniskapelle)                             | Schulstraße Karte                    | |                                                  |                  | 49              |
| Speicher                                                         | Speicher                                                         | Masbeck 7,7a Karte                   | |                                                  |                  | 50              |
| BW                                                               | Hochkreuz                                                        | Friedhof Hohenholte Karte            | |                                                  |                  | 51              |
| Wohn- und Geschäftshaus                                          | Wohn- und Geschäftshaus                                          | Hauptstraße 34 Karte                 | Haus Geuting |                                                  |                  | 52              |
| weitere Bilder                                                   | Stapels Mühle                                                    | Gennerich 20A Karte                  | Wassermühle zu Haus Stapel. Ursprünglich eine Ölmühle, die 1696 um eine Getreidemühle erweitert wurde.                                                                                              | 17. Jahrhundert, Aufnahme der Mühltätigkeit 1678 |                  | 53              |
| BW                                                               | Hof                                                              | Poppenbeck 37 Karte                  | |                                                  |                  | 54              |
| Speicher                                                         | Speicher                                                         | Gennerich 8 Karte                    | |                                                  |                  | 55              |
| Hofanlage (Haupthaus ohne Dachwerk, Speicher, Bruchsteinscheune) | Hofanlage (Haupthaus ohne Dachwerk, Speicher, Bruchsteinscheune) | Poppenbeck 12 Karte                  | |                                                  |                  | 56              |
| ehem. Bauernhaus                                                 | ehem. Bauernhaus                                                 | Gennerich 6 Karte                    | |                                                  |                  | 57              |
| weitere Bilder                                                   | Haus Havixbeck                                                   | Lasbeck 23 Karte                     | |                                                  |                  | 58              |
| BW                                                               | Marienstatue                                                     | Walingen Karte                       | |                                                  |                  | 59              |
| Speicher                                                         | Speicher                                                         | Natrup 15 Karte                      | |                                                  |                  | 60              |
| weitere Bilder                                                   | Jüdischer Friedhof                                               | Schützenstraße Karte                 | |                                                  |                  | 61              |
|                                                                  | ehemaliges Spritzenhaus                                          | Josef-Heydt-Straße 37                | |                                                  |                  | 62              |
|                                                                  | Statue Hl. Antonius von Padua                                    | Nähe Antoniusweg 12                  | |                                                  |                  | 63              |